# Bellonella petila
Bellonella petila är en korallart som beskrevs av Verseveldt och Bayer 1988. Bellonella petila ingår i släktet Bellonella och familjen läderkoraller. Inga underarter finns listade i Catalogue of Life.